# 林憶蓮音樂作品列表

## 粵語錄音室專輯
| 名稱                               | 專輯詳情                                                                                | 銷售認證     | 銷量 |
| 林憶蓮                             | - 發行日期：1985年4月 - 唱片公司：CBS/新力（香港）（#CBA-137） - 格式：LP、卡帶、CD     |              |      |
| 放縱                               | - 發行日期：1986年3月 - 唱片公司：CBS/新力（香港）（#CBA-162） - 格式：LP、卡帶、CD     | - 香港: 白金 |      |
| 憶蓮                               | - 發行日期：1987年2月19日 - 唱片公司：CBS/新力（香港）（#CBA-176） - 格式：LP、卡帶、CD | - 香港: 白金 |      |
| 灰色                               | - 發行日期：1987年8月21日 - 唱片公司：CBS/新力（香港）（#CBA-186） - 格式：LP、卡帶、CD | - 香港: 白金 |      |
| Ready                              | - 發行日期：1988年6月8日 - 唱片公司：CBS/新力（香港）（#CBA-196） - 格式：LP、卡帶、CD  |              |      |
| 都市觸覺 Part I City Rhythm        | - 發行日期：1988年12月15日 - 唱片公司：華納 - 格式：LP、卡帶、CD                        | - 香港: 白金 |      |
| 都市觸覺 Part II 逃離鋼筋森林      | - 發行日期：1989年10月24日 - 唱片公司：華納 - 格式：LP、卡帶、CD                        | - 香港: 白金 |      |
| 都市觸覺 Part III Faces And Places | - 發行日期：1990年8月28日 - 唱片公司：華納 - 格式：LP、卡帶、CD                         | - 香港: 白金 |      |
| 夢了、瘋了、倦了                   | - 發行日期：1991年2月14日 - 唱片公司：華納 - 格式：LP、卡帶、CD                         |              |      |
| 野花                               | - 發行日期：1991年12月26日 - 唱片公司：星工廠 - 格式：CD、卡帶                          |              |      |
| 回來愛的身邊                       | - 發行日期：1992年10月8日 - 唱片公司：星工廠 - 格式：CD、卡帶                           |              |      |
| 不如重新開始                       | - 發行日期：1993年4月29日 - 唱片公司：星工廠 - 格式：CD、卡帶                           |              |      |
| Sandy '94                          | - 發行日期：1994年6月16日 - 唱片公司：星工廠 - 格式：CD、卡帶                           |              |      |
| 感覺完美                           | - 發行日期：1996年1月15日 - 唱片公司：滾石 - 格式：CD、卡帶                             |              |      |
| 本色                               | - 發行日期：2005年11月10日 - 唱片公司：金牌娛樂 - 格式：CD                              |              |      |
| 陪著我走                           | - 發行日期：2016年3月16日 - 唱片公司：Lead Talent Limited - 格式：CD、數碼音樂下載      |              |      |

## 國語錄音室專輯
| 名稱               | 專輯詳情                                                                    | 銷售認證 | 銷量 |
| 愛上一個不回家的人 | - 發行日期：1990年12月27日 - 唱片公司：飛碟唱片 - 格式：CD、卡帶            |          |      |
| 都市心             | - 發行日期：1991年10月5日 - 唱片公司：飛碟唱片 - 格式：CD、卡帶             |          |      |
| 不必在乎我是誰     | - 發行日期：1993年5月14日 - 唱片公司：滾石唱片 - 格式：CD、卡帶             |          |      |
| Love, Sandy        | - 發行日期：1995年1月25日 - 唱片公司：滾石唱片 - 格式：CD、卡帶             |          |      |
| 夜太黑             | - 發行日期：1996年7月19日 - 唱片公司：滾石唱片 - 格式：CD、卡帶             |          |      |
| 鏗鏘玫瑰           | - 發行日期：1999年1月28日 - 唱片公司：滾石唱片 - 格式：CD、卡帶             |          |      |
| 林憶蓮's           | - 發行日期：2000年1月18日 - 唱片公司：科藝百代 - 格式：CD、卡帶             |          |      |
| 2001蓮             | - 發行日期：2000年12月5日 - 唱片公司：科藝百代 - 格式：CD、卡帶             |          |      |
| 原來…              | - 發行日期：2001年12月6日 - 唱片公司：科藝百代 - 格式：CD、卡帶             |          |      |
| 呼吸               | - 發行日期：2006年8月26日 - 唱片公司：科藝百代 - 格式：CD                   |          |      |
| 蓋亞               | - 發行日期：2012年9月20日 - 唱片公司：環球音樂 - 格式：LP、CD、數碼音樂下載 |          |      |
| 0                  | - 發行日期：2018年12月21日 - 唱片公司：環球音樂 - 格式：LP、數碼音樂下載    |          |      |

## 日語錄音室專輯
| 名稱    | 專輯詳情                                                            | 銷售認證 | 銷量 |
| Simple  | - 發行日期：1994年3月10日 - 唱片公司：星工廠/Amuse - 格式：CD、卡帶 |          |      |
| Open Up | - 發行日期：1995年3月3日 - 唱片公司：星工廠/Amuse - 格式：CD        |          |      |

## 英語錄音室專輯
| 名稱            | 專輯詳情                                                    | 銷售認證 | 銷量 |
| I Swear         | - 發行日期：1996年2月14日 - 唱片公司：滾石 - 格式：CD、卡帶 |          |      |
| Wonderful World | - 發行日期：1997年1月31日 - 唱片公司：滾石 - 格式：CD、卡帶 |          |      |

## 混音專輯
| 名稱                                    | 專輯詳情                                                                             | 銷售認證   | 銷量 |
| 心碎巷                                  | - 發行日期：1986年 - 唱片公司：CBS/新力（香港）（#CXA-005） - 格式：LP               |            |      |
| 憶蓮                                    | - 發行日期：1987年4月 - 唱片公司：CBS/新力（香港）（#CXA-021） - 格式：LP、卡帶      |            |      |
| Project Grey Phase Three: The 12" Remix | - 發行日期：1987年12月 - 唱片公司：CBS/新力（香港）（#CXA-034） - 格式：LP、卡帶     |            |      |
| 新裝憶蓮                                | - 發行日期：1988年12月 - 唱片公司：CBS/新力（香港）（#CBA-198） - 格式：LP、CD、卡帶 |            |      |
| City Rhythm Take Two                    | - 發行日期：1989年4月 - 唱片公司：華納 - 格式：LP、CD、卡帶                          | - 香港: 金 |      |
| 都市觸覺之推搪                          | - 發行日期：1990年3月27日 - 唱片公司：華納 - 格式：LP、CD、卡帶                      |            |      |
| 傾斜都市燒燒燒                          | - 發行日期：1990年12月 - 唱片公司：華納 - 格式：LP、CD、卡帶                         |            |      |
| Love Returns                            | - 發行日期：1996年10月8日 - 唱片公司：滾石 - 格式：CD                                |            |      |
| Encore                                  | - 發行日期：2002年6月18日 - 唱片公司：EMI - 格式：CD、卡帶                           |            |      |

## 現場錄音專輯
| 名稱                 | 專輯詳情                                                                     | 銷售認證   | 銷量 |
| 憶蓮意亂情迷         | - 發行日期：1991年9月 - 唱片公司：華納 - 格式：CD、卡帶、LD、VCD、DVD        |            |      |
| 天地野花1993情撼紅館 | - 發行日期：1994年4月 - 唱片公司：星工廠 - 格式：CD、卡帶、LD、VHS、VCD、DVD |            |      |
| 記得憶蓮盛放         | - 發行日期：1996年 - 唱片公司：滾石 - 格式：CD+VCD、CD、LD、VHS、VCD         | - 香港: 金 |      |
| 最愛                 | - 發行日期：1997年7月10日 - 唱片公司：滾石 - 格式：CD、卡帶                  |            |      |
| 港樂x林憶蓮x倫永亮   | - 發行日期：2004年7月30日 - 唱片公司：東亞唱片 - 格式：CD、VCD、DVD          |            |      |
| 夜色無邊演唱會       | - 發行日期：2006年1月4日 - 唱片公司：金牌娛樂 - 格式：CD、VCD、DVD           |            |      |
| 憶蓮 Live 07         | - 發行日期：2008年2月27日 - 唱片公司：金牌娛樂 - 格式：CD、DVD               |            |      |
| 林憶蓮演唱會MMXI     | - 發行日期：2012年6月5日 - 唱片公司：Lead Talent Limited - 格式：CD、DVD     |            |      |

## 精選專輯
| 名稱                                          | 專輯詳情                                                                                      | 銷售認證 | 銷量 |
| 精裝憶蓮                                      | - 發行日期：1988年 - 唱片公司：CBS/新力（香港） （#CBA-199） - 格式：LP、卡帶、CD             |          |      |
| 白金珍藏版                                    | - 發行日期：1989年 - 唱片公司：CBS/新力（香港） - 格式：LP、卡帶、CD                          |          |      |
| 超級金裝憶蓮                                  | - 發行日期：1990年 - 唱片公司：CBS/新力（香港） - 格式：CD                                    |          |      |
| 回憶總是溫柔的 林憶蓮精選 I                   | - 發行日期：1991年6月 - 唱片公司：華納 - 格式：LP、卡帶、CD                                   |          |      |
| 回憶總是跳躍的 林憶蓮精選 II                  | - 發行日期：1991年8月 - 唱片公司：華納 - 格式：LP、卡帶、CD                                   |          |      |
| Love Ballad Collection in Chinese             | - 發行日期：1991年8月 （只於日本發行） - 唱片公司：華納 （#WMC5-439） - 格式：CD              |          |      |
| 難忘您華納白金經典十五首                      | - 發行日期：1992年6月 - 唱片公司：華納、星工廠 - 格式：CD、卡帶                               |          |      |
| The Platinum Years 1985-1992                  | - 發行日期：1992年 - 唱片公司：新力、華納 - 格式：CD、卡帶                                    |          |      |
| 金碟精裝林憶蓮                                | - 發行日期：1992年 - 唱片公司：華納 - 格式：CD                                                |          |      |
| The Platinum Years 1985-1992 II               | - 發行日期：1993年2月 - 唱片公司：新力、華納 - 格式：CD                                       |          |      |
| Best of Sandy Lam: The Warner Years 1989-1992 | - 發行日期：1993年12月21日 - 唱片公司：華納 （#WMC5-673） - 格式：CD                          |          |      |
| 關於她的愛情故事                              | - 發行日期：1994年10月14日 - 唱片公司：星工廠 - 格式：CD、卡帶                                |          |      |
| 回憶總是美好的                                | - 發行日期：1994年10月14日 - 唱片公司：飛碟、華納 - 格式：CD、卡帶                            |          |      |
| 愛蓮說                                        | - 發行日期：1996年 - 唱片公司：華納 - 格式：CD                                                |          |      |
| The Best of Sandy                             | - 發行日期：1997年 （只於韓國發行） - 唱片公司：滾石 - 格式：CD                               |          |      |
| 憶往情深…                                     | - 發行日期：1997年 - 唱片公司：飛碟、華納 - 格式：CD+VCD、卡帶                                |          |      |
| 擁有憶蓮                                      | - 發行日期：1999年10月 - 唱片公司：滾石 - 格式：CD、卡帶                                      |          |      |
| Complete Plus                                 | - 發行日期：2000年2月 - 唱片公司：Creative Artist Management & Productions Limited - 格式：CD |          |      |
| The Story of Sandy Lam So Far                 | - 發行日期：2002年2月 - 唱片公司：滾石 - 格式：CD                                             |          |      |
| 回·憶蓮                                       | - 發行日期：2002年2月 - 唱片公司：星工廠、正東 - 格式：CD                                     |          |      |
| 屬於我的林憶蓮                                | - 發行日期：2002年5月10日 - 唱片公司：維京 - 格式：CD、卡帶                                   |          |      |
| 最好的…林憶蓮                                 | - 發行日期：2003年1月17日 - 唱片公司：華納 - 格式：CD、卡帶                                   |          |      |
| 從611開始                                     | - 發行日期：2004年3月 - 唱片公司：新力 - 格式：CD+DVD                                         |          |      |
| Sandy                                         | - 發行日期：2005年11月1日 - 唱片公司：新世紀工作室 - 格式：CD+DVD                             |          |      |
| 盛放憶蓮                                      | - 發行日期：2005年11月 - 唱片公司：新力、華納 - 格式：CD                                      |          |      |
| 回憶蓮蓮                                      | - 發行日期：2006年8月 - 唱片公司：滾石 - 格式：CD                                             |          |      |
| 非主打憶蓮                                    | - 發行日期：2008年1月 - 唱片公司：新世紀工作室 - 格式：CD                                     |          |      |
| Re:Workz                                      | - 發行日期：2014年1月17日 - 唱片公司：Lead Talent Limited - 格式：CD、數碼音樂下載            |          |      |
| Sense and Sensibility: 色彩回憶30蓮           | - 發行日期：2015年5月15日 - 唱片公司：新力 - 格式：CD、數碼音樂下載                           |          |      |
| 依然…林憶蓮                                   | - 發行日期：2016年3月23日 - 唱片公司：華納 - 格式：CD、數碼音樂下載                           |          |      |

## 盒裝
| 名稱                                           | 專輯詳情 |
| Sandy Collection I & II Boxset                 | - 包含《回憶總是溫柔的》及《回憶總是跳躍的》 - 發行日期：1992年 - 唱片公司：華納 - 格式：2-CD |
| The Platinum Years 1985-1992 I & II            | - 包含《The Platinum Years 1985-1992》及《The Platinum Years 1985-1992 II》 - 發行日期：1993年 - 唱片公司：華納 - 格式：2-CD                                                                                  |
| 難忘您華納白金經典十五首·野花                  | - 包含《難忘您華納白金經典十五首》及《野花》 - 發行日期：1995年 - 唱片公司：華納 - 格式：2-CD |
| The Collection 1988-1991                       | - 包含《都市觸覺 Part I City Rhythm》、《都市觸覺 Part II 逃離鋼筋森林》、《都市觸覺 Part III Faces and Places》、《都市心》及《愛上一個不回家的人》 - 發行日期：2018年8月3日 - 唱片公司：華納 - 格式：5-SACD |
| 放縱 + 心碎巷 12" Remix                        | - 包含《放縱》及《心碎巷 12" Remix》 - 發行日期：2019年8月7日 - 唱片公司：新力 - 格式：2-CD、2-LP |
| 憶蓮 + 獨行少女 12" Remix                      | - 包含《憶蓮》及《獨行少女 12" Remix》 - 發行日期：2019年8月7日 - 唱片公司：新力 - 格式：2-CD、2-LP |
| 灰色 + Project Grey Phase Three: The 12" Remix | - 包含《灰色》及《Project Grey Phase Three: The 12" Remix》 - 發行日期：2019年8月7日 - 唱片公司：新力 - 格式：2-CD、2-LP                                                                                      |
| 青春之讚歌Vol. 1 （與林姍姍、陳慧嫻合輯）      | - 包括《林憶蓮》、《放縱》、《放縱》（EP）、《憶蓮》、及《憶蓮》（EP） - 發行日期：2021年9月10日 - 唱片公司：環球、華納、新力 - 格式：15-CD                                                                   |
| 青春之讚歌Vol. 2 （與林姍姍、陳慧嫻合輯）      | - 包括《灰色》、《Project Grey Phase Three: The 12" Remix》、《Ready》、《新裝憶蓮》、及《精裝憶蓮》 - 發行日期：2021年9月10日 - 唱片公司：環球、華納、新力 - 格式：16-CD                                     |

## 歌曲
| 年份 | 歌名                            | 作曲                                                                       | 填詞                              | 收錄專輯                        | 備註                                   |
| 1986 | 幾個風雨天                      | 甲斐正人                                                                   | 盧國沾                            | 留下我美夢                      | 甄妮、林志美、陳秀雯、何嘉麗合唱       |
| 1987 | 住家男人 (Special Rock Edition) | Mike Oldfield、Tim Cross、Rick Fenn、Mike Frye、Morris Pert、Maggie Reilly | 林振強                            | 住家男人 (Special Rock Edition) | Blue Jeans 合唱                        |
| 1988 | 下雨天                          | 黃良昇                                                                     | 小美                              | Ready                           | Blue Jeans 合唱                        |
| 1988 | 還有                            | 李宗盛                                                                     | 潘源良                            | 都市觸覺 Part I City Rhythm     | 王傑合唱                               |
| 1989 | 溫柔的你                        | 陳秀男                                                                     | 陳少琪                            | 故事的角色                      | 王傑合唱                               |
| 1989 | 冬季來的女人                    | 陳秀男                                                                     | 陳少琪                            | 回憶總是跳躍的                  | 王傑合唱                               |
| 1989 | 此情只待成追憶                  | David Foster、Linda Thompson-Jenner                                        | 卡龍                              | 都市觸覺 Part II 逃離鋼筋森林   | 倫永亮合唱                             |
| 1991 | 我要等的正是你                  | Jose Mari Chan                                                             | 潘源良                            | 夢了、瘋了、倦了                | 陳百強合唱                             |
| 1991 | Another Day                     | Dick Lee                                                                   | Dick Lee                          | Peace, Love, Life               | Dick Lee合唱                           |
| 1991 | Stars of the East               | Dick Lee                                                                   | Peter Lee/Dick Lee                | Peace, Love, Life               | Dick Lee合唱                           |
| 1993 | 相愛時候到了                    | 中西圭三                                                                   | 姚謙                              | 心醉神迷滿天星                  | 風火海合唱                             |
| 1993 | 震撼                            | 中西圭三                                                                   | 林振強                            | 不如重新開始                    | 風火海合唱                             |
| 1993 | 當愛已成往事                    | 李宗盛                                                                     | 李宗盛                            | 不如重新開始                    | 李宗盛合唱                             |
| 1993 | 我沒有恨誰 (Radio Version)      | Wilson Philips/Glen Ballard                                                | 潘源良                            | 我沒有恨誰 (白版)               | 白嘉倩合唱                             |
| 1994 | 對不起了愛                      | 李宗盛                                                                     | 周禮茂                            | Sandy '94                       | 倫永亮合唱                             |
| 1994 | 愛過就是完全                    | 倫永亮                                                                     | 潘源良                            | 真情友情音樂旅程演唱會          | 倫永亮合唱                             |
| 1994 | You Don't Bring Me Flowers      | Alan Bergman/Marilyn Bergman                                               | Alan Bergman/Marilyn Bergman      | All For You                     | 杜德偉合唱                             |
| 1996 | I Swear                         | Frank J. Meyers、Gary Baker                                                | Frank J. Meyers、Gary Baker       | I Swear                         | 齊豫、劉美君、杜麗莎合唱               |
| 1996 | From Now On                     | Dick Lee                                                                   | Dick Lee                          | I Swear                         | 張國榮合唱                             |
| 1996 | 我明白                          | 劉沁                                                                       | 劉沁、李宗盛                      | 夜太黑                          | 李宗盛合唱                             |
| 1996 | 我心仍在                        | Danny Beckerman                                                            | 許常德、劉得京                    | 夜太黑                          | 杜德偉合唱                             |
| 1997 | What a Wonderful World          | Herb Albert、Lou Adler、Sam Cooke                                          | Herb Albert、Lou Adler、Sam Cooke | Wonderful World                 | 齊豫、劉美君合唱                       |
| 2002 | 兩個女人                        | 鮑比達                                                                     | 卡龍                              | With                            | 梅艷芳合唱 原唱者為葉德嫻、劉天蘭      |
| 2002 | 日與夜                          | 陳輝陽                                                                     | 黃偉文                            | Encore                          | 張學友合唱                             |
| 2003 | 下落不明                        | 亞瑞安@人山人海                                                            | 黃偉文                            | 我的廿一世紀                    | 黃耀明合唱                             |
| 2014 | 下雨天                          | 黃良昇                                                                     | 小美                              | Re: Workz                       | 恭碩良合唱 重新編曲 翻唱於1988年的作品 |
| 2018 | 双影                            | 丁薇、李振權                                                               | 易家揚                            |                                 | 與張惠妹合唱                           |

| 年份 | 歌名       | 作曲   | 填詞   | 收錄專輯   | 備註                      |
| 1987 | 地球大合唱 | 顧嘉輝 | 林振強 | 地球大合唱 | 群星合唱 無線電視慈善歌曲 |
| 1990 | 踏上成長路 | 鄭偉強 | 梁偉基 | 香港心連心 | 群星合唱                  |
| 1997 | 讓心勇敢飛 | 李宗盛 | 李宗盛 | 讓心勇敢飛 | 滾石群星合唱              |

| 年份 | 歌名         | 作曲                        | 填詞             | 收錄專輯                      | 註備                                                                                            |
| 1987 | 祇可活一次   | 馮鏡輝                      | 潘源良           | 灰色 (專輯)                   | 無線電視劇《跳駒》主題曲                                                                        |
| 1988 | 又見朝陽     | 杏里、吉元由美              | 潘源良           | 都市觸覺 Part I City Rhythm   | 改編自杏里主唱的《愛してるなんてとても言えない》 無線電視劇《阿德也瘋狂》主題曲                 |
| 1989 | 別再靠緊我   | 陳永良                      | 小美             | 都市觸覺 Part II 逃離鋼筋森林 | 無線電視劇《千外有千》主題曲                                                                    |
| 1990 | 瘋了         | Trevor Gale、Kenni Hairston | 林振強、Dick Lee | 夢了、瘋了、倦了              | featuring Dick Lee 改編自 Sybil 和 Salt-N-Pepa 合唱的〈Crazy 4 U〉 無綫電視劇《不婚媽咪》主題曲 |
| 1993 | 不如重新開始 | 許願                        | 林夕             | 不如重新開始                  | 無綫電視劇《精武五虎》主題曲                                                                    |
| 2000 | 飛的理由     | 黃韻玲                      | 姚謙             | 林憶蓮's                      | 電視劇《人間四月天》主題曲                                                                      |
| 2004 | 有淚盡情流   | 張亞東                      | 姚謙             | 閉上眼睛去旅行3               | 內地電視劇《有淚盡情流》主題曲                                                                  |
| 2018 | 双影         | 丁薇、李振權                | 易家揚           |                               | 與張惠妹合唱 內地電視劇《如懿傳》主題曲                                                         |

| 年份 | 歌名           | 作曲                          | 填詞   | 收錄專輯                      | 備註                                                                             |
| 1987 | 激情           | Giorgio Moroder、Tom Whitlock | 林振強 | 憶蓮                          | 改編自Berlin樂隊主唱的《Take My Breath Away》 電影《鐵塔凌雲》、《旺角卡門》插曲 |
| 1989 | 擁有           | 倫永亮                        | 卡龍   | 都市觸覺 Part II 逃離鋼筋森林 | 電影《說謊的女人》插曲                                                           |
| 1989 | 成長路         | Richard Yuen                  | 鄭國江 | 華納白金經典13首第二輯        | 電影《我未成年》主題曲                                                           |
| 1990 | 無憾           | 盧冠廷                        | 潘源良 | 華納白金經典13首第三輯        | 電影小男人週記II主題曲                                                           |
| 1993 | 是情非情       | 許願、胡偉立                  | 林夕   | 不必在乎我是誰                | 電影《少年黃飛鴻》國語版主題曲                                                   |
| 1993 | 當我眼前只有你 | 許願、胡偉立                  | 林夕   | 不如重新開始                  | 電影《少年黃飛鴻》粵語版主題曲                                                   |
| 1993 | 當愛已成往事   | 李宗盛                        | 李宗盛 | 不如重新開始                  | 與李宗盛合唱 電影《霸王別姬》主題曲                                              |
| 1994 | 願             | 黃偉年/許願                   | 林夕   | 晚9朝5電影原聲大碟            | 電影《朝9晚5》主題曲                                                             |
| 2000 | 至少還有你     | Davy Chan                     | 林夕   | 林憶蓮's                      | 電影《安娜與國王》中文主題曲                                                     |
| 2001 | 明明           | 陳珊妮                        | 姚謙   | 原來…                         | 電影《遊園驚夢》主題曲                                                           |
| 2011 | 兩心花         | 恭碩良、常石磊                | 潘源良 | 蓋亞 (專輯)                   | 電影《出軌的女人》主題曲                                                         |
| 2011 | 無淚眼         | 常石磊                        | 潘源良 | 蓋亞 (專輯)                   | 電影《出軌的女人》主題曲                                                         |
| 2017 | 我不能忘記你   | 梁翹柏                        | 李焯雄 |                               | 電影《記憶大師》(記憶主題曲)                                                     |

| 年份 | 歌名 | 作曲   | 填詞 | 收錄專輯 | 備註                  |
| 2001 | 存在 | 黃韻仁 | 姚謙 | 2001蓮   | 三菱Freeca2汽車廣告曲 |

| 年份 | 歌名                       | 作曲                         | 填詞                         | 收錄專輯                    | 備註                                                                                                 |
| 1986 | 幾個風雨天                 | 甲斐正人                     | 盧國沾                       | 留下我美夢                  | 甄妮、林志美、陳秀雯、何嘉麗合唱                                                                     |
| 1987 | 地球大合唱                 | 顧嘉輝                       | 林振強                       | 地球大合唱                  | 群星合唱 無線電視慈善歌曲                                                                            |
| 1988 | 綠水清風                   | 久石讓                       | 黃霑                         | 愛程集                      | 吉卜力工作室動畫《風之谷》香港版本主題曲 改編自久石讓的《鳥の人》 1988年發行，2003年收錄於《愛程集》 |
| 1989 | 成長路                     | Richard Yuen                 | 鄭國江                       | 華納白金經典13首第二輯      | 電影我未成年主題曲                                                                                   |
| 1989 | 溫柔的你                   | 陳秀男                       | 陳少琪                       | 故事的角色                  | 王傑合唱                                                                                             |
| 1990 | 無憾                       | 盧冠廷                       | 潘源良                       | 華納白金經典13首第三輯      | 電影小男人週記II主題曲                                                                               |
| 1990 | 踏上成長路                 | 鄭偉強                       | 梁偉基                       | 香港心連心                  | 群星合唱                                                                                             |
| 1991 | Another Day                | Dick Lee                     | Dick Lee                     | Peace, Love, Life           | Dick Lee合唱                                                                                         |
| 1991 | Stars of the East          | Dick Lee                     | Peter Lee/Dick Lee           | Peace, Love, Life           | Dick Lee合唱                                                                                         |
| 1992 | 難忘你                     | 許冠傑                       | 許冠傑                       | 華納群星難忘您許冠傑        | 原唱者為許冠傑                                                                                       |
| 1993 | 暗示                       | 上田知華                     | 潘源良                       | 滿天星音樂 Vol.1            | 國語版為《春雨》                                                                                     |
| 1993 | 春雨                       | 上田知華                     | 李宗盛                       | 心醉神迷滿天星              | 粵語版為《暗示》                                                                                     |
| 1993 | 相愛時候到了               | Keizou Nakanishi             | 姚謙                         | 心醉神迷滿天星              | 風火海合唱 粵語版為《震撼》                                                                          |
| 1993 | 我沒有恨誰 (Radio Version) | Wilson Philips/Glen Ballard  | 潘源良                       | 我沒有恨誰 (白版)           | 白嘉倩合唱                                                                                           |
| 1994 | 愛過就是完全               | 倫永亮                       | 潘源良                       | 真情友情音樂旅程演唱會      | 倫永亮合唱                                                                                           |
| 1994 | 願 (Film Version)          | 黃偉年/許願                  | 林夕                         | 晚9朝5電影原聲大碟          | 電影朝9晚5主題曲                                                                                     |
| 1994 | 玫瑰香                     | 小蟲                         | 小蟲                         | 紅玫瑰白玫瑰電影原聲帶      | |
| 1994 | You Don't Bring Me Flowers | Alan Bergman/Marilyn Bergman | Alan Bergman/Marilyn Bergman | All For You                 | 杜德偉合唱 原唱者為Neil Diamond、Barbra Streisand                                                    |
| 1997 | 讓心勇敢飛                 | 李宗盛                       | 李宗盛                       | 讓心勇敢飛                  | 滾石群星合唱                                                                                         |
| 1997 | The Story Of My Life       | Alan Menken                  | David Zippel                 | 迪士尼真情歌1               | 菲律賓版翻唱：Donna Cruz                                                                             |
| 2001 | Get Here                   | Brenda Russell               | Brenda Russell               | 愛是唯一 Love Is The Answer | 倫永亮伴奏 原唱者為Brenda Russell                                                                    |
| 2002 | 兩個女人                   | 鮑比達                       | 卡龍                         | With                        | 梅艷芳合唱 原唱者為葉德嫻、劉天蘭                                                                    |
| 2003 | 下落不明                   | 亞瑞安@人山人海              | 黃偉文                       | 我的廿一世紀                | 黃耀明合唱                                                                                           |
| 2004 | 有淚盡情流                 | 張亞東                       | 姚謙                         | 閉上眼睛去旅行3             | 內地電視劇有淚盡情流主題曲                                                                           |
| 2012 | 路過蜻蜓                   | 陳曉娟                       | 林夕                         | ReImagine - Leslie Cheung   | |
| 2015 | 盛夏光年                   | 阿信                         | 阿信                         | 女也 Herstory with Mayday   | 恭碩良、倪凱文編曲 原唱者為五月天                                                                    |

| 年份 | 歌名               | 作曲                   | 填詞                   | 備註                                                                                                   |
| 1988 | 燃點真愛           | 陳百強/周啟生          | 鄭國江                 | 與劉美君、陳慧嫻、陳百強合唱 香港電台60週年音樂劇《神奇旅程樂穿梭》主題曲                              |
| 1993 | 樂善的心           | 倫永亮                 | 周禮茂/林振強/潘源良   | 群星合唱 《減災扶貧創明天》主題曲                                                                      |
| 1993 | Vogue              | Madonna/Shep Pettibone | Madonna/Shep Pettibone | 與關淑怡、王菲合唱 1993饑饉30主題曲 原唱者為Madonna                                                    |
| 1994 | 永不放棄           | 倫永亮                 | 周禮茂                 | 與彭羚合唱 商台「永不放棄行動」(呼籲學童珍惜生命請勿自殺) 主題曲                                       |
| 2002 | 他們都是我們的孩子 | David Foster           | 陳少琪                 | 與陶喆合唱 「麥當勞兒童基金國際兒童日」主題曲 改編自David Foster的歌曲《Aren't They All Our Children》 |
| 2003 | 雄心飛揚           | 鮑比達                 | 李東宇                 | 群星合唱 抗非典炎活動主題曲                                                                            |
| 2006 | Color of The Moon  |                        |                        | 與松任谷由實、平原綾香、My Lihn合唱 「Friends of Love The Earth 2006」主題曲                           |
| 2009 | 恍然如夢           | 常石磊                 | 王平久                 | 與成龍合唱 紀念北京奧運一周年歌曲                                                                      |
| 2011 | One Day At A Time  | 林憶蓮                 | 林憶蓮                 | featuring Eugene Pao on guitar 林憶蓮為日本大地震災民打氣親自創作                                      |
| 2014 | We Are One         | 蔡健雅                 | 小寒                   | 與蔡健雅/張惠妹/那英合唱                                                                               |
| 2017 | We Are One         | 蔡健雅                 | 小寒                   | 與蔡健雅/張惠妹/那英/蕭亞軒/楊丞琳/徐熙娣/黃麗玲合唱                                                   |

## 影音

### 音樂錄影帶
| 年份 | 歌曲               | 導演                    |
| 2005 | 《本色》           |                         |
| 2005 | 《為何他會離開你》 |                         |
| 2005 | 《再見悲哀》       |                         |
| 2006 | 《一個人》         |                         |
| 2006 | 《相信》           |                         |
| 2006 | 《南方的風》       |                         |
| 2006 | 《面對面》         |                         |
| 2011 | 《兩心花》         |                         |
| 2011 | 《枯榮》           | A Such Films Production |
| 2011 | 《柿子》           | A Such Films Production |
| 2012 | 《無言歌》         | 比爾賈 Bounce           |
| 2012 | 《蓋亞》           | 比爾賈 Bounce           |
| 2012 | 《寂寞擁擠》       | 黃中平                  |
| 2012 | 《也許》           | 鄭繼文 鄭志賢           |